# Stephan Winkelmann
Stephan Winkelmann (født 18. oktober 1964) er den nuværende præsident og administrerende direktør i den italienske sportbilsproducent Automobili Lamborghini S.p.A..

## Liv
Stephan Winkelmann blev født i Berlin 18. oktober 1964 og voksede op i Rom, Italien. Han studerede statskundskab i Rom og fik sin titel i München. Han var i den tyske hær i 2 år som faldskærmssoldat og forlod som hæren som løjtnant.

## Karriere
I 1991 startede han sin karriere hos det tyske finansvirksomhed MLP AG. I de følgende år fokuserede han på bilindustrien og arbejdede for Mercedes-Benz og efterfølgende for Fiat fra 1994 til 2004 i marketing og salg, både i Italien og i udlandet. Han var derefter udpeget som administrerende direktør hos Fiat i Østrig, Schweiz og endelig Fiat Tyskland.
Den 1. januar 2005 blev Stephan Winkelmann udpeget til præsident og administrerende direktør hos Automobili Lamborghini S.p.A. i Sant'Agata Bolognese ved Bologna i Italien.

## Priser
I 2009 fik Stephan Winkelmann prisen af Grand Officer in the Order of Merit of the Italian Republic (Grande Ufficiale dell’Ordine al Merito della Repubblica Italiana). 
Prisen er en hyldest til Winkelmanns engagement i at relancere den italienske marque, der har opnået en førende position på den internationale bilundustri.
Den 22. maj 2014 modtog Stephan Winkelmann den højeste medalje i Order of Merit of The Italian Republic, Knight Grand Cross. Medaljen blev tildelt gennem præsidente "Motu Proprio" for de gode resultater Winkelmann har ført med sig som leder af en af de største virksomheder af Made in Italy.

## Eksterne links
- Official homepage of Lamborghini (Italiensk/engelsk)